# Colpo da un miliardo di dollari
Colpo da un miliardo di dollari (Diamonds) è un film del 1975 diretto da Menahem Golan.

## Trama
Un giovane esperto nell'installazione di congegni antirfurto viene sfidato dal suo gemello che vuole dimostrarne l'affidabilità facendo un colpo a Tel Aviv in un luogo protetto proprio dalle trovate del fratello.